# Liste de troubadours et trobairitz
Cet article compile des listes de troubadours et trobairitz.
Il inclut des figures médiévales célèbres pour avoir écrit des œuvres lyriques en occitan ou en langue galaïco-portugaise du nord-ouest de la péninsule ibérique (nord de l'actuel Portugal et Galice).

## Angleterre
- Richard Cœur de Lion, roi d'Angleterre (Ricard Còr de Leo)

## Auvergne
- Aenac
- Astorg VII d'Aurillac
- Austau de Segret
- Bernard Amouroux (oc)
- Na della Casteldhoza
- Cavaire
- Iseut de Capio
- Dalfi d'Alvernha, alias Robert Ier Dauphin, troubadour connu en Occitanie sous le nom d'el bons Dalfins d'Alvernhe.
- Ebles de Saignes
- Faydit de Bellestat
- Gauseran de Saint Leidier
- Guillaume Borzatz
- Guilhem Moysset (Guillaume Moisset de La Moissétie)
- Monge do Montaudon
- Peire d'Alvernhe
- Peire de Cols (Pierre de Cère de Cols)
- Peirol
- Peire de Maensac (Pierre de Manzat)
- Uc de Maensac
- Peire Rogier (Pierre de Rogier, chanoine de Clermont)
- Pons de Capduelh
- Raimon Vidal de Bezaudun (ou Provençal)
- Uc la Tor

## Catalogne et Aragon
- Alphonse II d'Aragon
- Amanieu de Sescars
- Arnaut de Cumenges
- Berenguer d'Anoia (oc)
- Berenguer de Palou
- Cerverí de Girona
- Formit de Perpinyà
- Frédéric II de Sicile
- Guerau III de Cabrera
- Guillem de Berguedà
- Guillem de Cabestany
- Guillem Ramon de Gironella
- Huguet de Mataplana
- Jacques II d'Aragon
- Jofre de Foixà
- Matfre Ermengau
- Olivier le Templier
- Pierre III d'Aragon
- Pere Salvatge
- Ponç de la Guàrdia
- Ponç d'Ortafà
- Ponç Hug IV des Empúries
- Raimon Vidal de Besalu

## Dauphiné
- Beatritz de Dia (trobairitz)
- Bieiris de Romans
- Dalfinet
- Falquet de Romans
- Guilhem Augier Novella
- Guilhem Magret
- Peire Bremon Lo Tort
- Raimon d’Anjou

## Galice
- Airas Corpancho
- Airas Nunes
- Bernal de Bonaval
- Macías
- Martin Codax
- Mendiño
- Paio Gomes Charinho
- Paio Soares de Taveirós
- Palla
- Xoán de Cangas

## Gascogne, y compris Bordelais
- Aimeric de Belenoi
- Alegret
- Audric del Vilar
- Bernard d'Astarac (en langue d'oc : Bernaut Arnaut d'Armanhac)
- Cercamon
- Gausbert Amiel
- Grimoart Gausmar
- Guillaume d'Alaman
- Guiraut de Calanson
- Jaufré Rudel
- Marcabru
- Marcoat
- Peire de Corbian
- Peire de Valeira
- Uc Catola

## Languedoc
- Ademar le Noir (Ademar lo Negre)
- Albertet Cailla
- Almucs de Castelnou (trobairitz)
- Arnaut de Carcassés (oc)
- Azalaïs d'Altier (trobairitz)
- Azalaïs de Porcairagues (trobairitz)
- Bernart Alanhan de Narbona
- Bernart d'Auriac
- Bernart de la Barta
- Bernart Marti
- Bernart de Rovenac
- Bernart Sicart (Bernart Sicart de Maruèjols)
- Clara d'Anduze
- Folquet de Lunel
- Garin d'Apchier
- Garin lo Brun
- Gaudairença
- Gavaudan
- Guilhem d'Autpol
- Guilhem de Saint-Leidier, (peut-être de Gascogne)
- Guilhem Fabre
- Guilhem de Montanhagol (oc)
- Guillaume d'Orange
- Guillem de Balaun
- Guiraut Riquier
- Gormonda de Monpeslier
- Iseut de Capio (trobairitz)
- Johan Esteve de Bezers
- Joan Miralhas
- Lunel de Monteg
- Matfre Ermengau
- Peire Cardenal
- Pons de Capduelh
- Peire del Vilar
- Perdigon
- Raimon Gaucelm de Bezers
- Raimon de Miravalh
- Torcafol
- Uc de Lescure

## Limousin
- Arnaut de Tintinhac
- Bernart de Ventadour
- Bertran de Born
- Bertran de Born lo Filhs (oc)
- Eble II de Ventadorn (oc)
- Eble d'Ussel (oc)
- Elias d'Ussel (oc)
- Gaucelm Faidit
- Gausbert de Puicibot
- Gui d'Ussel
- Giraut de Bornelh (Guiraut de Bornelh)
- Maria de Ventadorn
- Peire d'Ussel (oc)
- Uc de la Bachellerie (Uc de la Bacalaria)

## Lombardie
- Alberico da Romano
- Albert Malaspina
- Calega Panzan
- Cossezen
- Bertolome Zorzi
- Bonifaci Calvo
- Dante Alighieri
- Ferrarino Trogni da Ferrara
- Girard Cavalaz
- Jacme Grils
- Joanet d'Aubusson
- Lanfranco Cigala
- Luca Grimaldi
- Luchetz Gateluz
- Manfred I Lancia
- Nicoletto da Torino
- Oberto II of Biandrate
- Obs de Biguli
- Paolo Lanfranchi da Pistoja
- Paves
- Peire de la Caravana
- Peire de la Mula
- Peire Guilhem de Luserna
- Perceval Doria
- Rambertino Buvalelli
- Rubaut
- Scotto
- Simon Doria
- Sordello
- Terramagnino da Pisa
- Thomas II de Piedmont

## Navarre
- Englés

## Périgord
- Aimeric de Sarlat
- Arnaut Daniel
- Arnaut de Mareuil
- Elias de Barjols
- Elias Cairel
- Elias Fonsalada (oc)
- Guillem de la Tor
- Peire de Bussignac
- Sail d'Escola

## Poitou
- Guillaume IX d'Aquitaine
- Savary de Mauléon (Savaric de Malleo)

## Portugal
- Afonso Sanches
- Denis Ier, roi de Portugal, dit le Roi-Troubadour
- João Garcia de Guilhade
- João Soares de Paiva
- João Lobeira
- João Zorro
- Pedro Afonso, comte de Barcelos
- Nuno Fernandes Torneol
- Vasco Martinz de Resende

## Comtés de Provence et de Forcalquier
- Albertet de Sisteron
- Arnaud de Cotignac (peut-être une confusion avec Arnaud de Tintignac)
- Balbis seigneur du Muy et Ebles, seigneur de Signes
- Bertran d'Alamanon
- Bertran Carbonel
- Bertran Folcon d'Avinhon
- Bertran del Pojet
- Blacasset
- Blacatz
- Boniface de Castellane
- Cadenet
- Durand (de Pernes)
- Elias de Barjols
- Felip de Valenza
- Folquet de Marselha
- Garsende de Sabran (Garsenda de Proença)
- Geoffroy du Luc
- Granet de Brignoles
- Guilhelma de Rosers
- Guilhem de l'Olivier
- Guilhem de Bargemon
- Guillem del Baus
- Guillem Raimon
- Guillem Rainol d'At
- Gui de Cavaillo
- Iznart d'Entrevenas
- Jordan de l'Isla de Venessi
- Lucas de Grimaud
- Palaizi
- Paulet de Marselha (oc)
- Peire Bremon Ricas Novas
- Pierre Boniface
- Pistoleta
- Prebost de Valensa
- Raimbaut de Vaqueiras
- Raimbaut d'Aurenga (Raimbaut d'Orange)
- Raimon d'Avinhon
- Rambaud d'Hyères
- Raymond de Brignoles
- Raimon Feraut
- Raimon Guillem
- Raimon de las Salas
- Raimon de Tors de Marseilha
- Ricavi de Tarascon
- Rollet de Gassin
- Rostang de Cuers
- Rostaing Berenguier
- Taraudet de Flassans
- Tibors de Sarenom (peut-être du Roussillon)
- Tomier

## Rouergue et Quercy
- Albusson de Gourdon, originaire de Gourdon (Lot)
- Astorg d'Alboy
- Bernart de Venzac (de Mur-de-Barrez)
- Bertrand Ier de Gourdon-Saint-Cirq, dit Bertrand de Gourdon, seigneur de Gourdon (Quercy)
- Bertrand de Paris (oc)
- Daude de Pradas
- Giraut de Salignac
- Guilhem de Mur (de Mur-de-Barrez)
- Guilhem Peire Cazals (Guilhem Peire Cazals de Caortz)
- Henri Ier de Rodez
- Henri II de Rodez
- Matieu de Caersi
- Mathieu de Gourdon
- Raimon Jordan
- Raimon de Durfort
- Turc Malec
- Hugues Brunet (Uc Brunet)
- Uc de Saint Circ (Hugues de Saint-Cirgues)

## Saintonge et Angoumois
- Jaufre de Pons
- Jaufré Rudel
- Jordan Bonel de Confolens
- Rainaut de Pons
- Rigaut de Barbezieux (Rigaut de Berbezilh)

## Toulousain, y compris Foix
- Aimeric de Peguilhan
- Arnaud d'Alaman
- Arnaut Catalan
- Aicart del Fossat (Aycart del Fossat)
- Guilhem Anelier de Tolosa
- Guilhem Figueira
- Guiraudo lo Ros
- Guiraut de Tholoza (peut-être d'Espagne)
- Lombarda
- Peire Guillem de Tolosa
- Peire Raimon de Tolosa (Pèire Raimon de Tolosa)
- Peire Vidal
- Raimon Escrivan (oc)
- Raymond VI de Toulouse
- Roger-Bernard III de Foix

## Terre Sainte
- Ricavi Bonomel

## Autres
- Chardon de Croisilles (trouvère picard ou champenois) utilisant à la fois la langue d'oïl et l'occitan
- Na Alamanda
- Raimon d'Alayrac
- Arnaut-Guilhem de Marsan
- Ernoul el Vielh
- Guilhèm de Cervera
- Peire de Castelnou (Pierre de Châteauneuf)

## Galerie de portraits

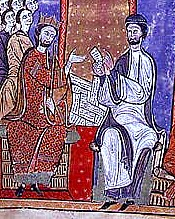
Alfonso de Aragon
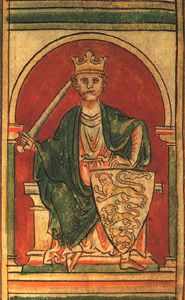
Richard Cœur de Lion (Richard d'Angleterre)
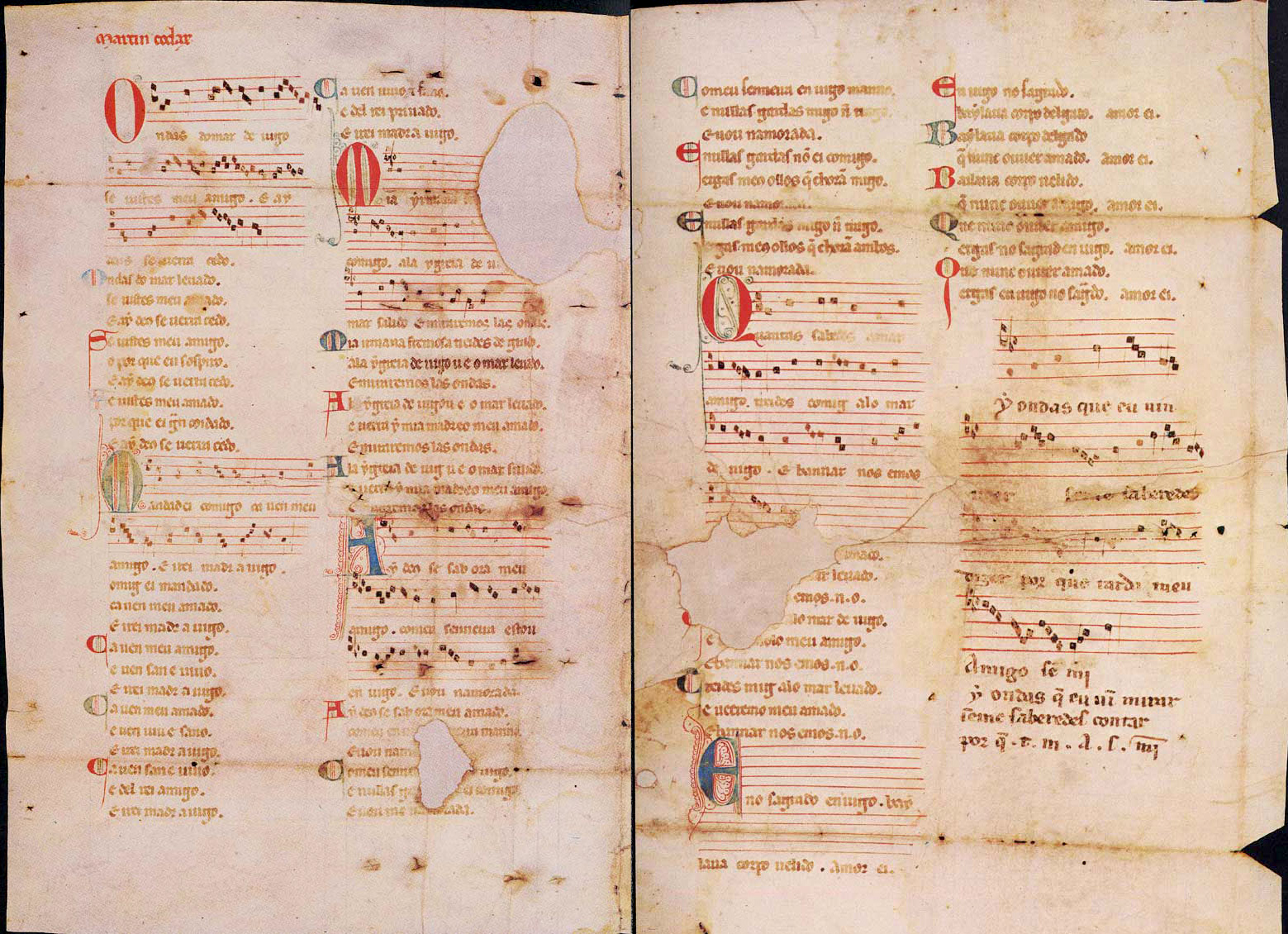
Les cantiques d'ami de Martín Codax
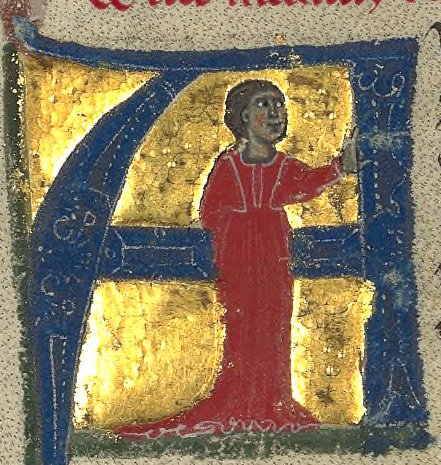
Azalais de Porcairagues
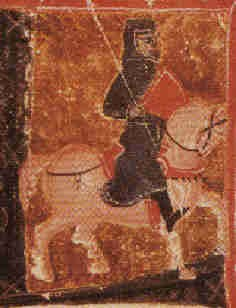
Bertran de Born
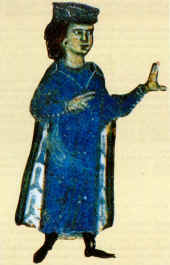
Guillaume d'Aquitaine
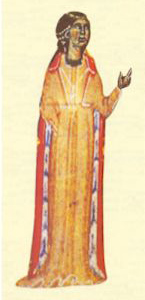
Beatriz de Dia
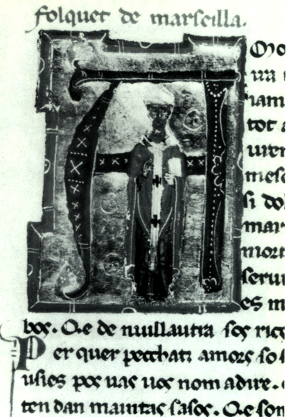
Folquet de Marselha
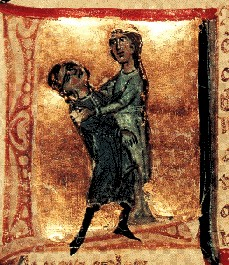
Jaufré Rudel
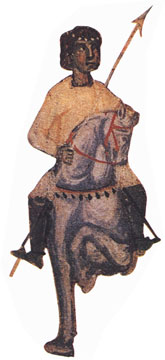
Raimbaut de Vaqueyras